# Pseudoamauroascus australiensis
Pseudoamauroascus australiensis är en svampart som beskrevs av Cano, M. Solé & Guarro 2002. Pseudoamauroascus australiensis ingår i släktet Pseudoamauroascus och familjen Onygenaceae.   Inga underarter finns listade i Catalogue of Life.